# 名古屋市立千年小学校
名古屋市立千年小学校（なごやしりつ ちとせしょうがっこう）は、名古屋市熱田区千年二丁目の公立小学校。

## 沿革
- 1940年（昭和15年）12月 - 名古屋市立船方小学校・名古屋市立中川小学校より分離独立し、千年尋常小学校として設立[1]。
- 1941年（昭和16年）4月 - 名古屋市千年国民学校と改称[1]。
- 1947年（昭和22年）4月 - 名古屋市立千年小学校と改称[1]。
- 1978年（昭和53年）5月 - 東海道新幹線による騒音防止工事として、全教室冷暖房を完備[1]。
- 2005年（平成17年）5月 - トワイライトスクールを開設[1]。
- 2009年（平成21年）4月 - 特別支援学級として「さくら組」が開設される[1]。
- 2011年（平成23年）12月 - 南校舎が津波避難ビルに指定される[1]。

## 通学区域
- 全て熱田区内
  - 五番町[2]
  - 三番町[2]
  - 千年一丁目（一部）[2]
  - 千年二丁目[2]
  - 南一番町（一部）[2]

## 進学先中学校
- 名古屋市立宮中学校[3]